# Zurobata inaequalis
Zurobata inaequalis là một loài bướm đêm trong họ Erebidae.